# Robert Woge
Robert Woge (* 14. Mai 1984 in Bernburg) ist ein ehemaliger deutscher Profiboxer und ehemaliger Interkontinentaler Meister der IBF im Halbschwergewicht.
Woge schloss im Jahr 2000 die Schule mit Realschulabschluss ab und begann anschließend in Halle (Saale) eine Lehre als Tischler, die er 2003 erfolgreich beendete. Er begann 1997 beim SV Blau-Weiß Könnern mit dem Boxen und trainierte zunächst bei Ulf Gonschorek und Gerald Gottwald. Anschließend boxte er im Leistungszentrum Halle und von 2003 bis 2007 als Soldat bei der Sportfördergruppe der Bundeswehr in Frankfurt (Oder). Robert Woge ist verheiratet und Vater von zwei Töchtern.

## Amateurkarriere
Er wurde bereits im Jahr 2000 Deutscher Jugendmeister (A) und 2001 Deutscher Juniorenmeister. 2004 wurde er Deutscher Meister im Mittelgewicht, sowie 2005, 2006 und 2007 Deutscher Meister im Halbschwergewicht. 2008 wurde er Deutscher Vizemeister, nach dem er im Finale Gottlieb Weiss unterlag. Bei Deutschen Meisterschaften besiegte er u. a. Ömer Yağcıoğlu, Anatolij Hoppe, Tino Gross, Hüseyin Çinkaya, Waldemar Schönemann, Stefan Sittner, Björn Blaschke, Eugen Schellenberg, Gottlieb Weiss, Markus Finke, René Krause und Benjamin Schmidt.
Chemiepokal
2003 gewann er im Mittelgewicht mit einem Finalsieg gegen den zweifachen Bronzemedaillengewinner bei Weltmeisterschaften Yordanis Despaigne, den 31. Chemiepokal von Halle. Beim 33. Chemiepokal unterlag er im Mittelgewicht jedoch bereits in der ersten Turnierrunde dem Tschechen Petr Novotný nach Punkten. Beim 34. Chemiepokal gewann er im Halbschwergewicht gegen Daugirdas Šemiotas (Bronzegewinner der WM 2007), unterlag dann aber dem zweifachen Weltmeister Jewgeni Makarenko. 2007 trat er im Halbschwergewicht beim 35. Chemiepokal in Halle an und besiegte dabei István Bencze aus Ungarn. Im Finale unterlag er jedoch nach Punkten dem Weltmeister von 2005, Jerdos Dschanabergenow aus Kasachstan. Beim 36. Chemiepokal 2008, gewann er im Halbschwergewicht gegen Dinesh Kumar, unterlag dann aber René Krause nach Punkten. Den 37. Chemiepokal 2009 konnte er sich schließlich im Halbschwergewicht mit Siegen gegen Daugirdas Šemiotas und Abdelhafid Benchabla sichern.
Weitere Turniere
2001 gewann er den 6. Internationalen Brandenburg Cup in Frankfurt (Oder). Er siegte dabei im Halbmittelgewicht gegen Oleg Besmelnitsyn (Russland), Hardeep Singh (Indien) und Michel Henrotin (Belgien). 2003 gewann er im Mittelgewicht durch Finalsieg gegen den Engländer Nigel Travis, das 12. Internationale Chemnitzer Boxturnier. 2009 gewann er das 18. Internationale Chemnitzer Boxturnier im Halbschwergewicht und wurde darüber hinaus zum besten Boxer des Turniers gewählt. Den vierfachen Österreichischen Meister und Bronzemedaillengewinner der Militär-Weltmeisterschaft 2006 Oliver Obradovic, schlug er in der ersten Runde K. o. und fügte diesem damit dessen erste vorzeitige Niederlage zu. Im Finale gab sein russischer Gegner Alim Borenov bereits in der 1. Runde auf.

## Profikarriere
2010 unterschrieb er einen Profivertrag bei Arena Box-Promotion, seit 2011 gehört er zur Trainingsgruppe von Ulli Wegner des Boxstalls Sauerland Event. Sein Profi-Debüt gewann Woge am 27. März 2010 in Hamburg durch Technischen K. o. in der ersten Runde gegen den Letten Valerijs Gubins (2-0). Am 2. Februar 2013 besiegte er Hakim Zoulikha (18-3) durch t.K.o. in der elften Runde und gewann damit den Interkontinentalen Meistertitel der IBF. Diesen verteidigte er im Juni 2013 einstimmig nach Punkten gegen den unbesiegten Polen Dariusz Sęk (19-0).
Am 26. Oktober 2013 verlor er seinen Titel durch eine Punktniederlage an den Ukrainer Anatoli Dudschenko (18-2). Danach beendete er seine Karriere.

## Amateurerfolge (Auswahl)
- 2000: Deutscher Jugendmeister (A)
- 2001: Deutscher Juniorenmeister
- 2001: 1. Platz beim 6. Internationalen Brandenburg Cup
- 2003: 1. Platz beim 31. Chemiepokal
- 2003: 1. Platz beim 12. Internationalen Chemnitzer Turnier
- 2004: Deutscher Meister
- 2005: Deutscher Meister
- 2006: Deutscher Meister
- 2007: Deutscher Meister
- 2009: 1. Platz beim 37. Chemiepokal
- 2009: 1. Platz beim 18. Internationalen Chemnitzer Turnier
- Deutscher Mannschaftsmeister 2005/2006, 2006/2007, 2007/2008